# Gorenci
Gorenci su naselje u Hrvatskoj u sastavu Grada Vrbovskog. Nalaze se u Primorsko-goranskoj županiji.

## Zemljopis
Južno-jugozapadno je Nadvučnik, sjeveroistočno je Rtić, rijeka Kupa i preko Kupe u Sloveniji Dalnje Njive, istočno je Rtić, jugoistočno su Lukovdol, Dolenci, Podvučnik, Draga Lukovdolska i Vučnik.

## Stanovništvo
| broj stanovnika | 271   | 235   | 258   | 283   | 245   | 211   | 168   | 166   | 172   | 167   | 140   | 127   | 101   | 87    | 57    | 44    | 38    |
|                 | 1857. | 1869. | 1880. | 1890. | 1900. | 1910. | 1921. | 1931. | 1948. | 1953. | 1961. | 1971. | 1981. | 1991. | 2001. | 2011. | 2021. |